# Contopus cinereus
El pibí tropical o pibí tropical sureño (Contopus cinereus), es una especie de ave paseriforme de la familia Tyrannidae perteneciente al numeroso género Contopus. Recientemente (2022) fue dividida en tres especies diferentes, la presente, el pibí tropical norteño (Contopus bogotensis) y el pibí de Tumbes (Contopus punensis). Es nativa de América del Sur.

## Nombres comunes
Se le denomina también burlisto chico (en Argentina y Paraguay), piwi tropical, burlisto gris chico (en Bolivia) o pibí cenizo.

## Distribución y hábitat
Se distribuye en la mayor parte del este y centro sur de Brasil, este de Paraguay, norte y este de Bolivia, hasta el noroeste y extremo noreste de Argentina; aparentemente también y solamente como migrante austral en el sureste de Perú.
Esta especie es considerada bastante común y ampliamente diseminada en sus hábitats naturales: los bosques ligeros y secundarios, plantaciones, bordes de bosques semi-caducifolios y otros ambientes boscosos semiabiertos, incluyendo localmente bosques de Araucaria; principalmente por debajo de los 1300 m de altitud, pero localmente más alto en el sureste de Brasil (hasta los 1800 m), Bolivia (excepcionalmente hasta los 2850 m), y noroeste de Argentina (hasta los 2000 m).

## Descripción
Mide de 13 a 14,5 cm de longitud y pesa de 10 a 15 g. La corona es de color castaño oscuro oliváceo y el resto de las partes superiores son de color oliva oscuro grisáceo; la garganta es blanca con matices amarillentos; las mejillas, los lados del cuello, el pecho y los costados son entre marrón grisáceo y oliva grisáceo; el crísum es amarillo claro; las alas son fuscas con dos barras alares blancuzcas y márgenes color ante; la cola es fusca. Las patas son negras. El pico es negro arriba y en la punta y anaranjado abajo.

## Comportamiento

### Alimentación
Se alimenta de insectos, que atrapa en vuelo. Generalmente busca alimento en bandas mixtas con otras especies.

### Reproducción
Construye en la horqueta de alguna rama horizontal, un nido en forma de cuenco, con líquenes, musgos y otros materiales vegetales, atados con telarañas, a una altura del suelo entre dos y dieciocho m. La hembra pone dos o tres huevos blancuzcos con machas castañas o lilas y los incuba por quince a 16 dieciséis, mientras el macho le lleva comida.

## Sistemática

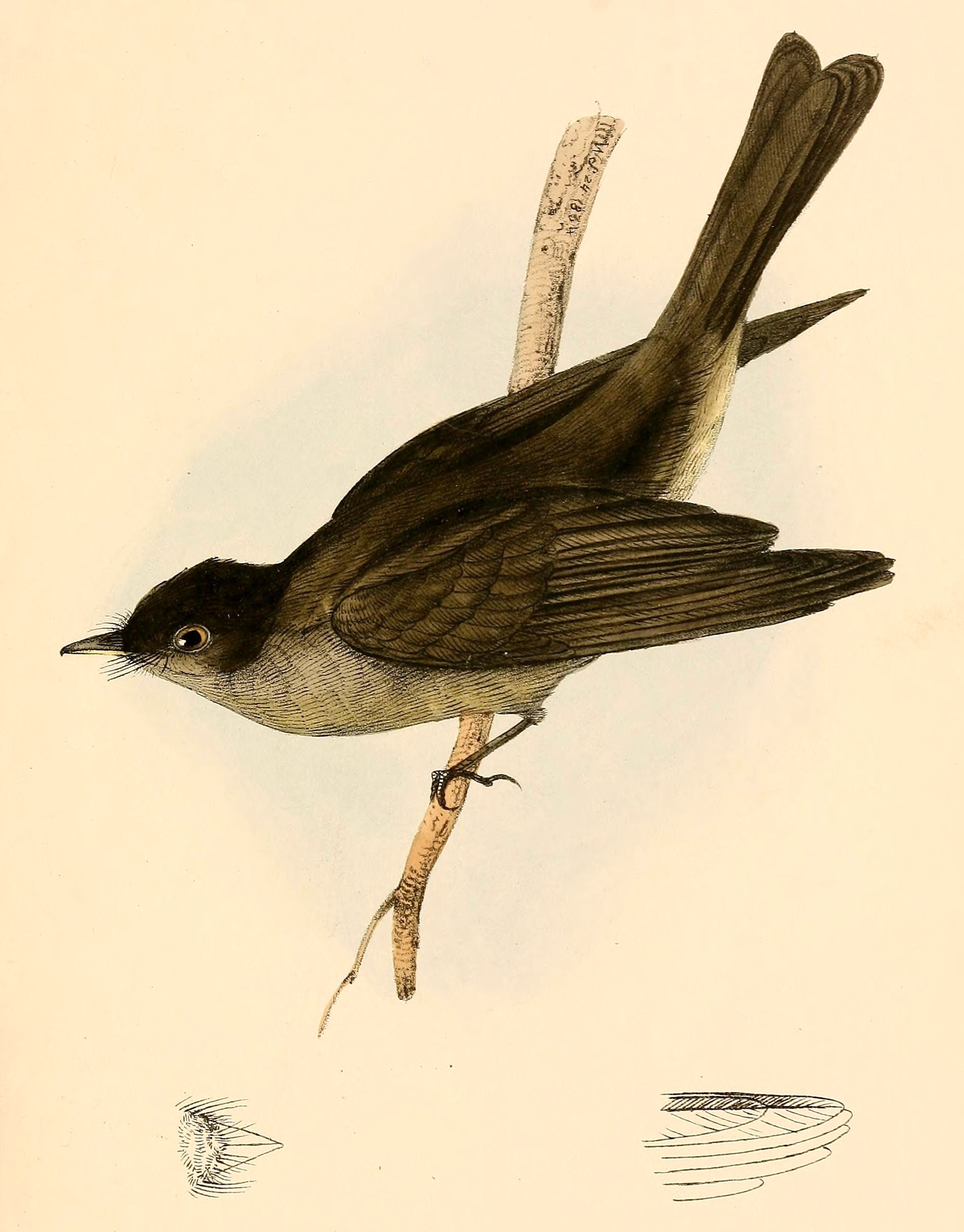
Contopus cinereus; ilustración en Swainson A selection of the birds of Brazil and Mexico, 1841.

### Descripción original
La especie C. cinereus fue descrita por primera vez por el naturalista alemán Johann Baptist von Spix en 1825 bajo el nombre científico Platyrhynchus cinereus; la localidad tipo dada es: «in sylvis flum. Amazonum”; corregido para = Río de Janeiro, Brasil.»

### Etimología
El nombre genérico masculino «Contopus» se compone de las palabras del griego «kontos» que significa ‘percha’, y «podos» que significa ‘pies’; y el nombre de la especie «cinereus», proviene del latín y significa ‘de color gris ceniciento’.

### Taxonomía
Anteriormente incluía la subespecie canescens de Contopus nigrescens.
El anteriormente grupo de subespecies C. cinereus bogotensis (incluyendo brachytarsus, rhyzophorus, aithalodes y surinamensis), distribuidas ampliamente desde el sur de México hasta el norte de Sudamérica, es considerado como especie separada de la presente: el pibí tropical norteño (Contopus bogotensis), con base en diferencias de plumaje y de vocalización.
La anteriormente subespecie C. cinereus punensis, del occidente de los Andes de Ecuador y Perú, es considerada como especie separada de la presente: el pibí de Tumbes (Contopus punensis), con base en diferencias de plumaje y de vocalización, como ya anteriormente considerado por Ridgely & Greenfield (2001).

### Subespecies
Según las clasificaciones del Congreso Ornitológico Internacional (IOC) y Clements Checklist/eBird se reconocen dos subespecies, con su correspondiente distribución geográfica:
- Contopus cinereus pallescens (Hellmayr, 1927) - centro sur y este de Brasil (desde el sur de Maranhão hasta Pernambuco, hacia el sur hasta Mato Grosso do Sul) hacia el sur hasta el noreste de Paraguay, este de Bolivia y noroeste de Argentina (al sur hasta Tucumán); también un migrante raro, probablemente esta subespecie, en el sureste de Perú.
- Contopus cinereus cinereus (Spix, 1825) - sureste de Paraguay, sureste de Brasil (del sureste de Bahia hasta Santa Catarina) y noreste de Argentina (Misiones).